# 東京科学大学大岡山キャンパス
東京科学大学 大岡山キャンパス（とうきょうかがくだいがく おおおかやまキャンパス）は、東京都目黒区大岡山に所在する東京科学大学のキャンパスの一つである

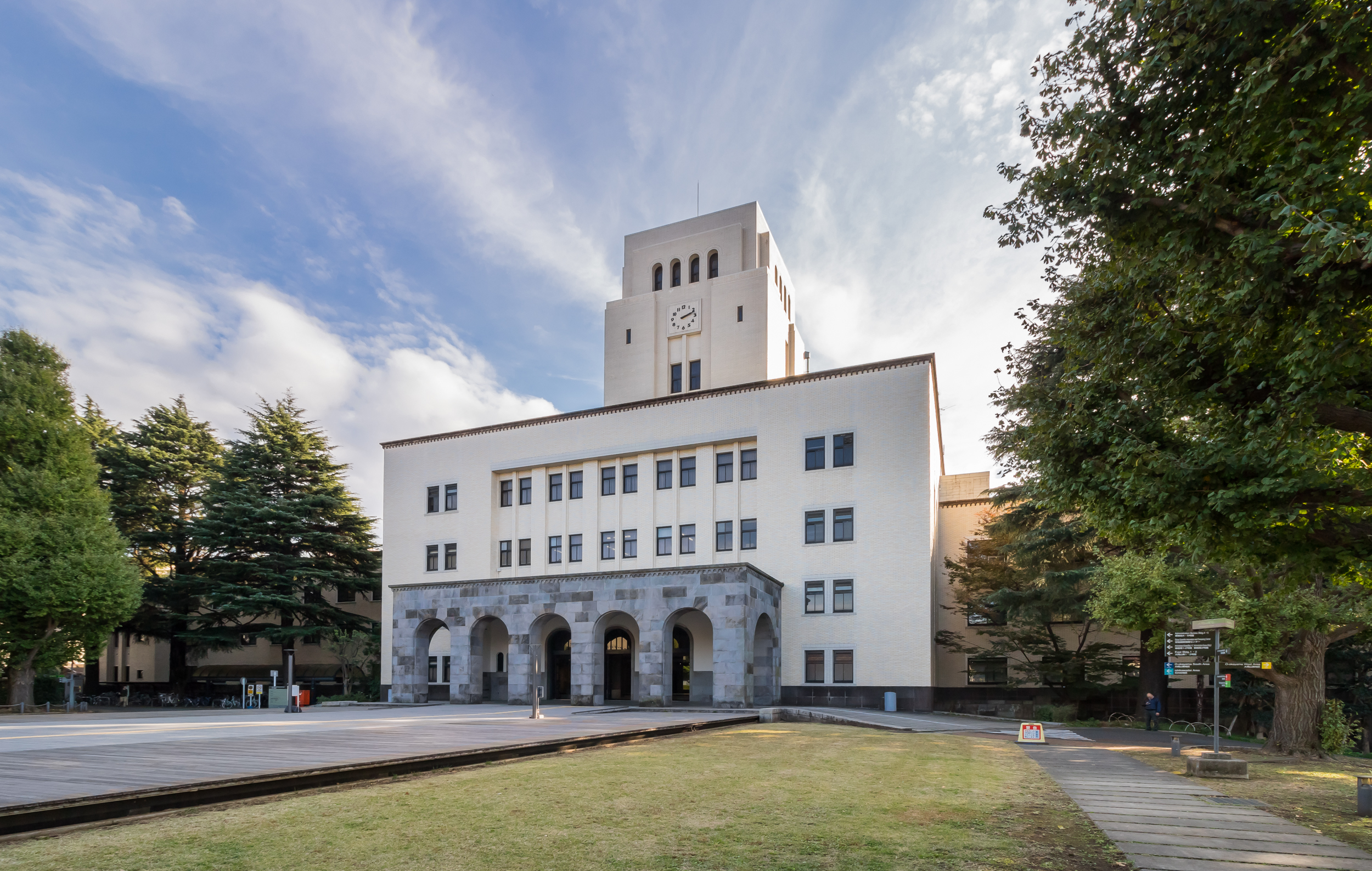
大岡山キャンパスのシンボルである本館（登録有形文化財）

## 概要
東京科学大学の理工系学部の施設が集積しているキャンパスで、東京科学大学理工系のメインキャンパスとしての機能を担う。緑が丘地区・大岡山北地区・大岡山東地区・大岡山西地区・大岡山南地区・石川台地区に分かれる。敷地面積は137,060.64m2である。
理学院、工学院、物質理工学院、情報理工学院、生命理工学院、環境・社会理工学院、リベラルアーツ研究教育院、地球生命研究所、『以心伝心』ハピネス共創研究推進機構、附属図書館、事務局などが所在する。

## 歴史

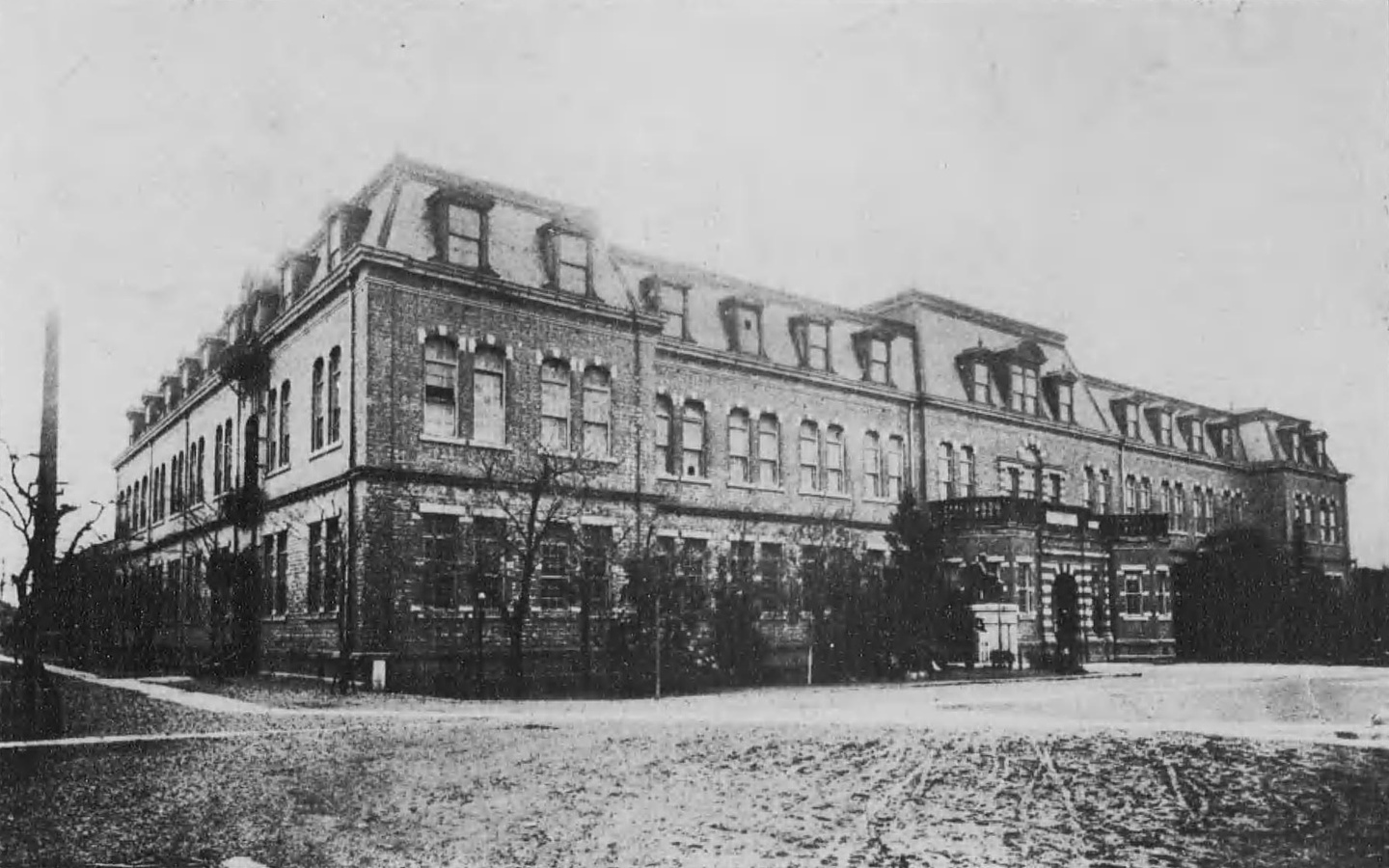
東京高等工業学校の外観。

1923年、東京市浅草区蔵前にあった東京高等工業学校（東京工業大学の前進）が関東大震災で罹災した。本館をはじめとする建物と設備の全てが灰燼に帰し、一時は廃校の噂まで飛び出た。同年9月8日に上野の東京美術学校の教室の一部を借りて学校事務を再開したが、震災直後であったこともあり、交通の便が悪かったことから、9月11日に小石川区大塚の東京高等師範学校附属小学校第三部の校舎内に事務所を移した。10月に入り、目黒区駒場の東京帝国大学農学部の敷地と建物の一部を借り入れることが決定した。その間、学校用地の取得が進められ、1924年1月に田園都市株式会社所有の荏原郡碑衾村衾字平南大岡山一帯を学校用地として取得することが決定した。その面積は蔵前の旧敷地1万2235坪に対し、9万1793坪であり、この入手は国有財産の交換として実施された。用地取得に伴い、建築科職員の設計、監督により、急ピッチで建設工事が進められ、バラック建ての仮校舎が4月に竣工した。校地は目蒲電鉄の線路を挟んで南北両側にあったので、線路北側に全学科の教室、研究室、工場を配置し、南側に学校本部および共通学科の建物を配置した。
なお、当時の大岡山について、紡職科1927年卒業の白樫侃は以下のように述べている。
当時の敷地は3つの飛地状態であったため、これを解消するために、1928年12月22日には、翌春の大学発足に先立ち、目蒲電鉄と交渉を開始した。そして、本部所在地と出穂山敷地の間の民有地1万8000坪を取得し、その代償として3万2000余坪を提供するという内容の土地交換契約を結ぶに至った。しかし、土地買収交渉が売値の吊り上げを図る地主の抵抗で頓挫するなど土地入手は困難を極め、一時は三鷹への再移転を検討せざるを得なくなる有様であったが、職員の努力や地元商店街の人々の再移転反対運動が実り、1934年10月22日に契約内容のすべてが履行され、現在の大岡山校地が完成した。

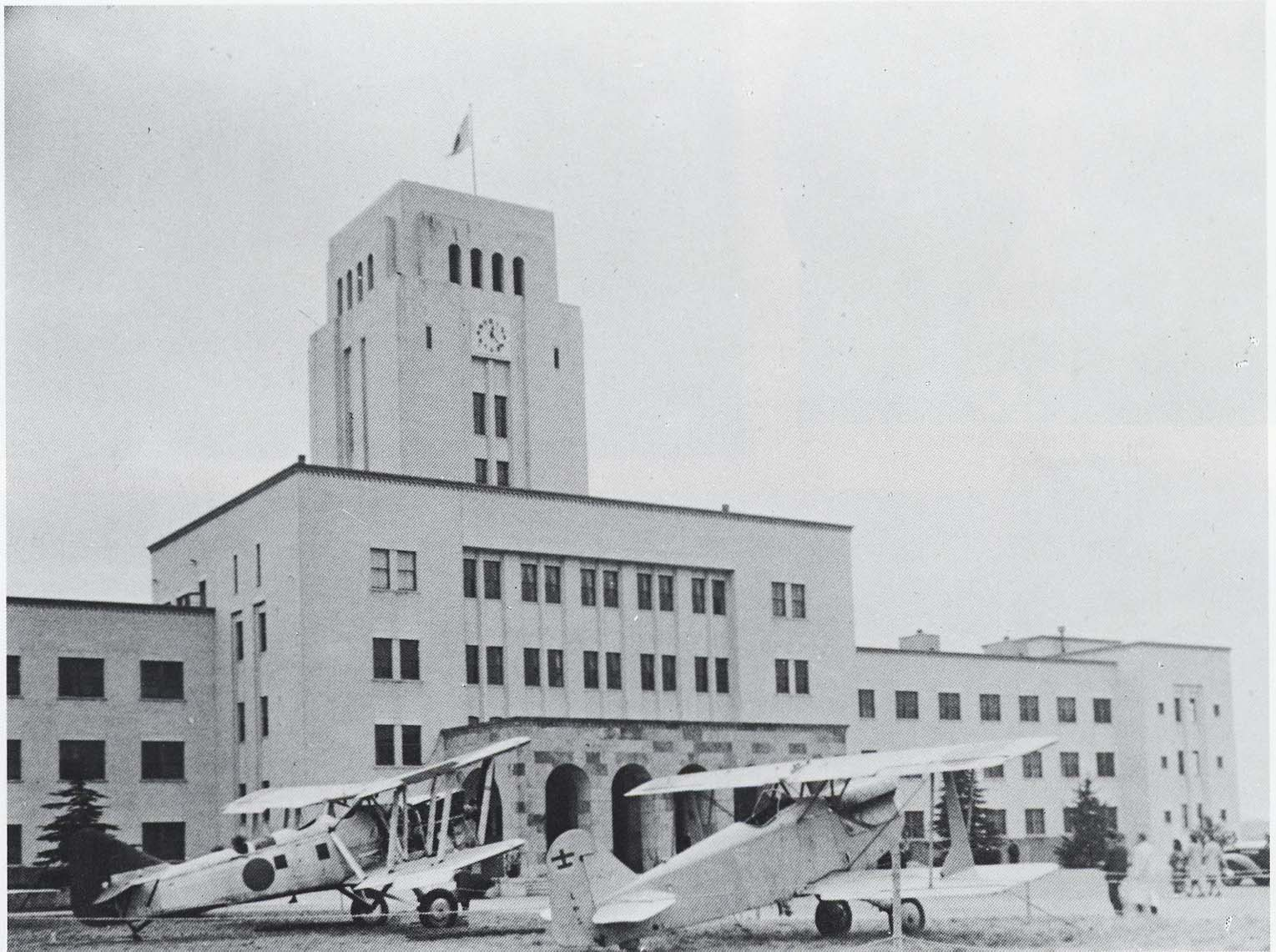
1940年頃の本館。

太平洋戦争末期になると、学生らは徴用のため、授業も全学的に正常な運営をすることができない状態が続いた。1945年3月9日および5月24日にはB29による大空襲を受け、多くの実験室、研究所などが焼失した。1945年7月末、学生を勤労動員先から大学へ集め、焼失を免れた本館を中心に講義が行われた。
昭和30年代には、高度な技術者の養成が日本 の発展のために急務とされるようになった。そのため制御工学科や電子工学科、経営工学科などの学科が増設されて、大岡山キャンパスの狭隘化が問題視され、新キャンパスの建設が検討され始めた。1967年7月には神奈川県横浜市緑区の岡部地区（のちに長津田地区と改称、現在のすずかけ台キャンパス）を候補地として選定し、1970年代に長津田キャンパスが建設され、一部機能が長津田キャンパスへと移転された。
2024年（令和6年）10月1日、東京工業大学と東京医科歯科大学が合併し、東京科学大学が誕生するにあたって、東京工業大学大岡山キャンパスは東京科学大学大岡山キャンパスとなった。
2026年（令和8年）には東京科学大学附属科学技術高等学校が田町キャンパスから大岡山キャンパス緑が丘地区に移転する予定である。

## 施設

### 石川台地区
- 石川台1号館
- 石川台2号館
- 石川台3号館
- 石川台4号館
- 石川台5号館
- 石川台6号館
- 石川台7号館（ELSI-1）
- 石川台8号館（ELSI-2）
- 石川台9号館
- 石川台実験棟
- 国際交流会館

### 大岡山東地区

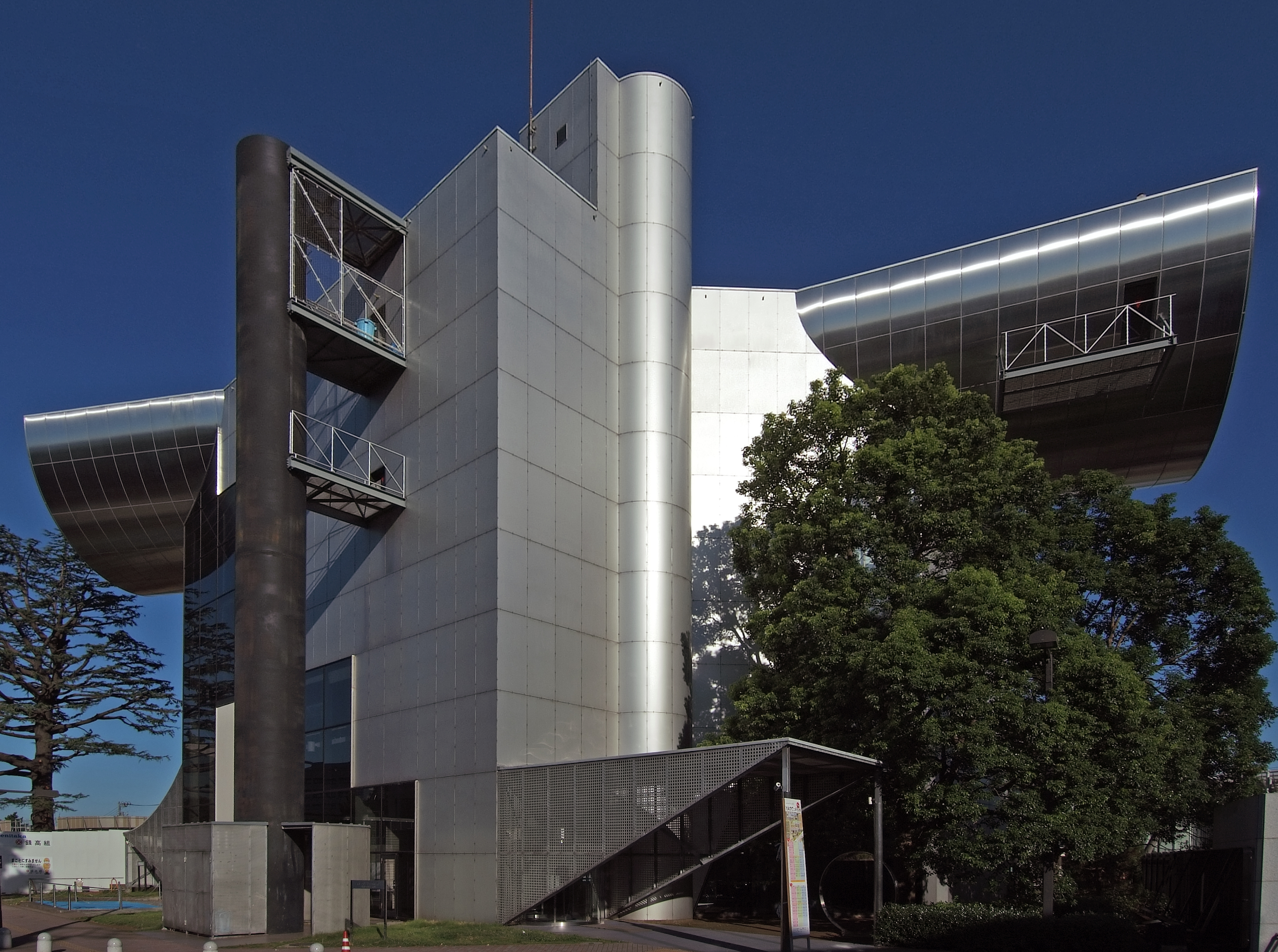
百年記念館

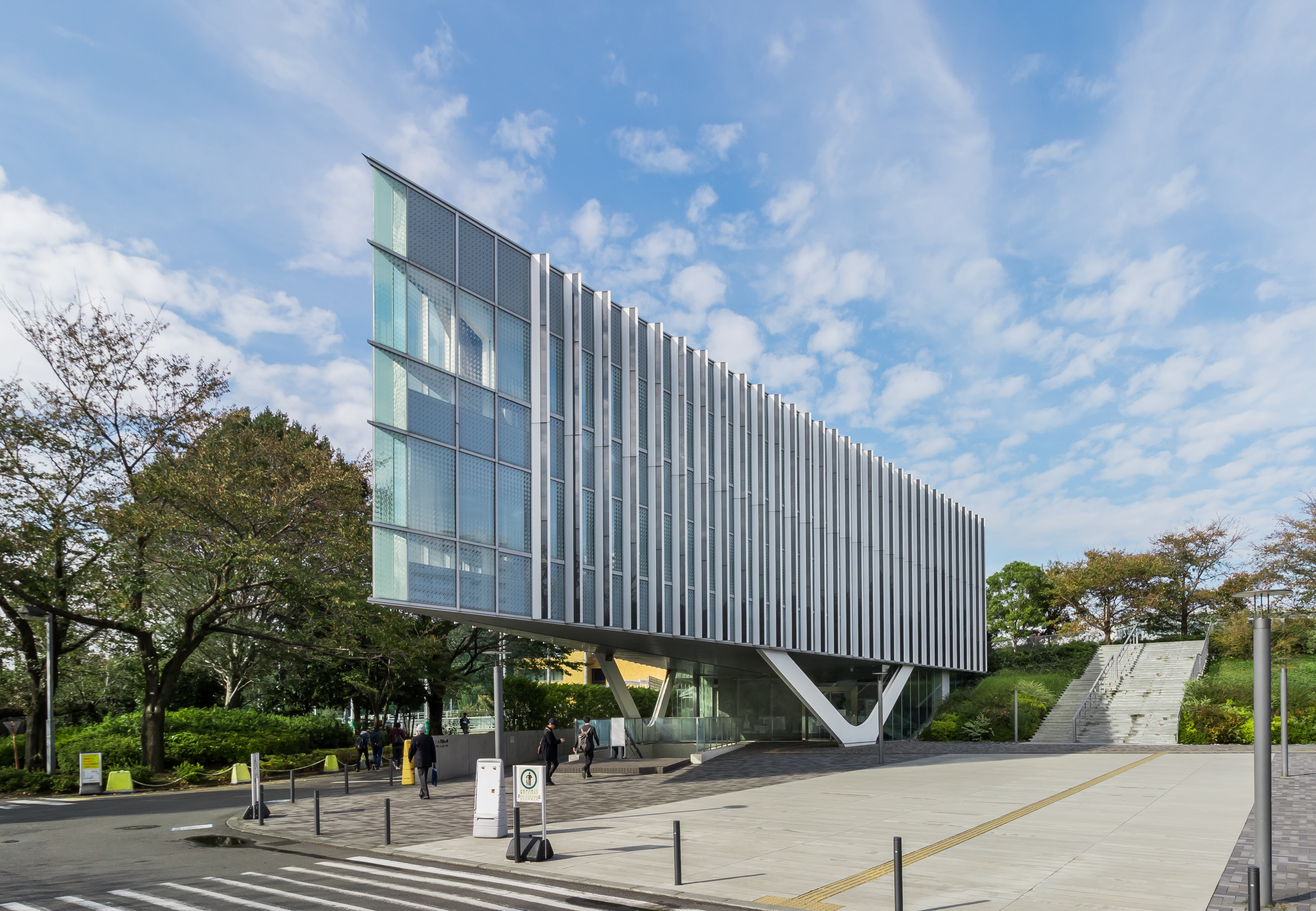
附属図書館。

- 本館 - 2013年7月登録有形文化財に登録[21]。1934年に竣工[21]。建築学科の教授であった橘節男が設計した[21]。単なる校舎としての機能のみならず、キャンパスのシンボルとしての役割も担う[21]。
- 本館講義棟
- 事務局1・2号館
- 事務局3号館
- 事務局4号館
- 事務局5号館
- 学術国際情報センター
- Hisao & Hiroko Taki Plaza
- 附属図書館（大岡山図書館） - 2011年2月竣工、同年7月にオープンした図書館で、令和元年度末時点で63万冊以上の蔵書を有する[22]。
- 百年記念館 - 「東京工業大学創立百年記念事業」の一環として計画され、1987年11月1日に開館した[23]。
- 大岡山東1号館
- 大岡山東2号館

### 大岡山西地区

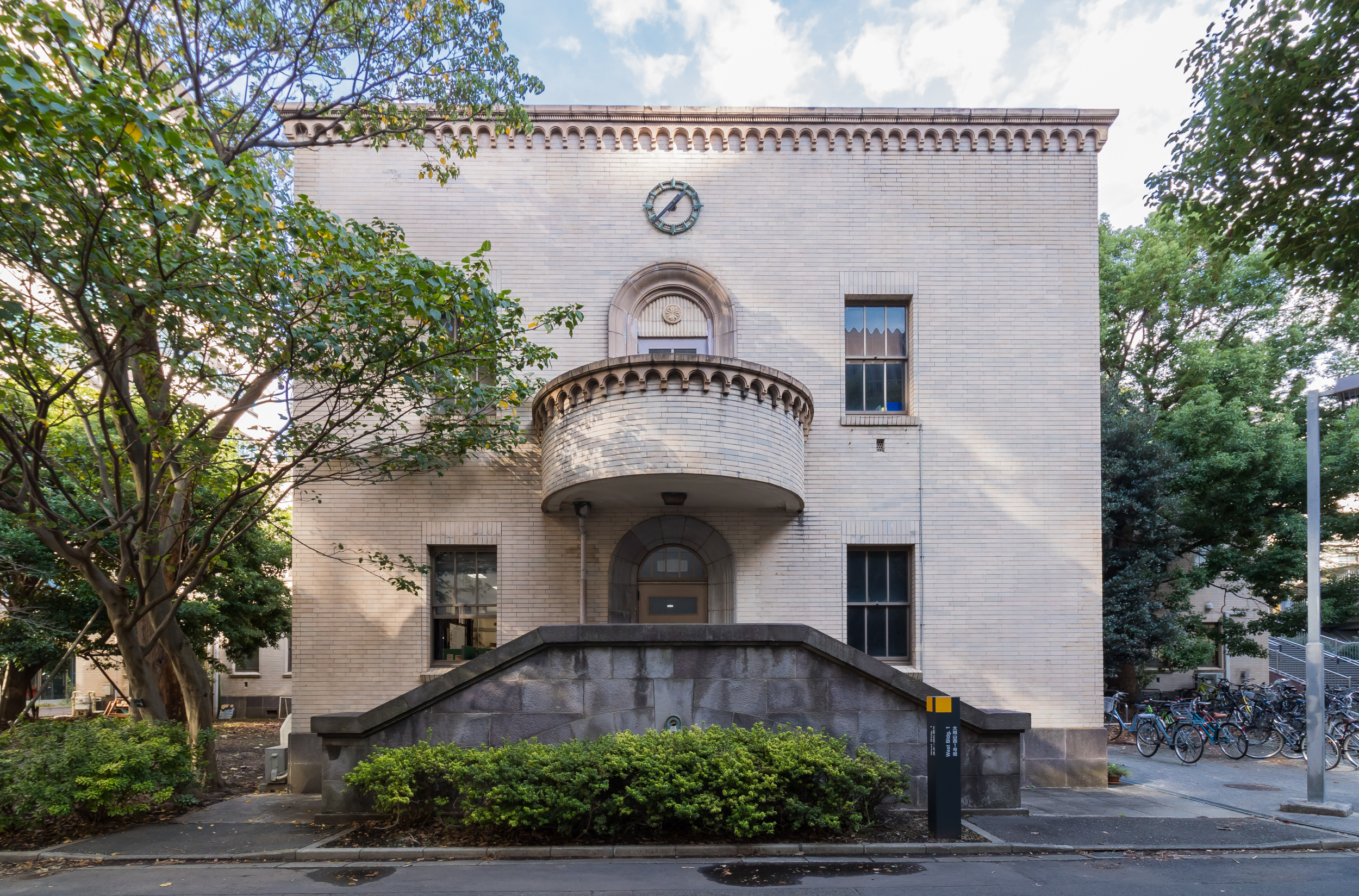
大岡山西1号館（登録有形文化財）

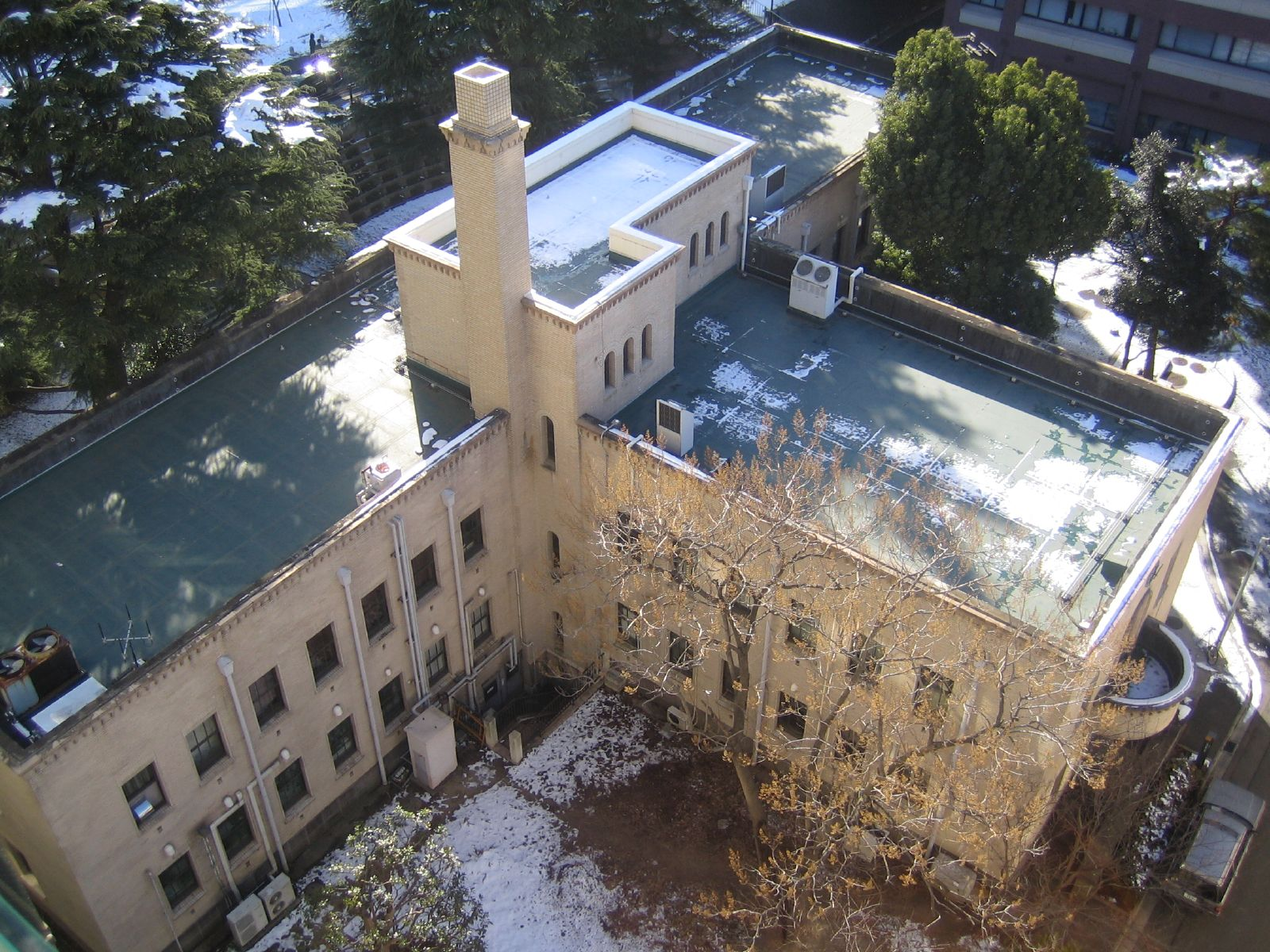
上方から見る大岡山西1号館

- 大岡山西1号館 - 2013年7月登録有形文化財に登録[21]。1931年9月竣工[21]。鉄筋コンクリート構造で当初は分析化学教室として用いられた[21]。
- 大岡山西2号館
- 大岡山西3号館
- 大岡山西4号館
- 大岡山西講義棟1（レクチャーシアター）
- 大岡山西講義棟2
- 大岡山西7号館
- 大岡山西8号館（W）
- 大岡山西8号館（E）
- 大岡山西9号館
- 70周年記念講堂 - 2013年7月登録有形文化財に登録[21]。1958年竣工[21]。設計は建築学科の教授であった谷口吉郎である[21]。卒業生や職員などからの寄付金5,200万円をもとに建設された[21]。
- 屋内運動場
- サークル棟2
- サークル棟3
- 大岡山西5号館
- 大岡山西6号館

### 大岡山南地区
- 大岡山南1号館
- 大岡山南2号館
- 大岡山南3号館
- 大岡山南4号館
- 大岡山南5号館
- 大岡山南6号館
- 大岡山南7号館
- 大岡山南8号館
- 大岡山南9号館
- 大岡山南講義棟
- 大岡山南実験棟1
- 大岡山南実験棟2
- 大岡山南実験棟3
- 大岡山南実験棟4
- 大岡山南実験棟5
- サークル棟1

### 緑が丘地区
- 緑が丘1号館
- 緑が丘2号館
- 緑が丘3号館
- 緑が丘4号館
- 緑が丘5号館（創造プロジェクト館）
- 緑が丘6号館
- 緑が丘講義棟
- 緑が丘ハウス

### 大岡山北地区
- 大岡山北1号館
- 大岡山北2号館
- 大岡山北3号館（環境エネルギーイノベーション棟）
- 大岡山北実験棟1
- 大岡山北実験棟2A・2B
- 大岡山北実験棟3A
- 大岡山北実験棟3B
- 大岡山北実験棟4
- 大岡山北実験棟5
- 大岡山北実験棟6
- 大岡山北実験棟7
- 大岡山北実験棟8
- 保健管理センター
- 80年記念館
- サークル棟5
- サークル棟6
- 東工大蔵前会館

## 事件

### 学寮問題と大学封鎖
昭和30年代頃、学科新設・学生増募により、大学学生寮の収容能力が入寮希望者の約50%程度しかなく、また、施設として極めて劣悪なものが多く、建設後30年以上を経過したものが約3分の1という状態であったことから、学寮の整備計画および学寮の経費負担の見直しが行われることとなった。学寮の整備計画に関しては大学の設置した学寮計画委員会と寮生らの設置した学内新寮実行委員会が、経費負担に関しては学生施設専門委員会と寮生らが協議を進めていた。学寮整備については恩田新寮を新たに建設し、向岳寮を取り壊して向岳新寮を建設することが決定した。
そんな中、1968年5月2日、緑ケ丘地区の向岳寮南寮が火災により焼失した。原因は外部者の無断宿泊による失火とされており、寮生の自治の無責任さにある。しかし、寮生らは寮の焼失を大学の責任とし、新寮実行委員会は實吉学長に「被災者の損害補償・プレハブの建設・向岳新寮の予定通りの建設」を記した文書の確認を強制した。大学執行部はこの学長確認書の取り扱いをめぐり苦悩した。この状況を打開すべく、新寮建設特別委員会が組織され、寮生を代表する五寮委員会と新寮設置問題・向岳寮焼失問題について交渉を進めた。そして8回にわたる会議を経て、「新寮に適用する規則ができるまで、東京工業大学寄宿舎規則を新寮に適用する」という覚え書が1968年11月21日に交わされた。
しかし、12月になって一部の寮生は五寮委員会と新寮建設特別委員会との交渉経過を不満とし、定足数不足のなかで寮生総会を強行し、11月21日付の覚え書を否決した。さらに過激派学生が暗躍して、五寮委員会の実権を掌握すると、新寮建設特別委員会との交渉を拒否し、1969年1月13日夜に、学長を含む新寮建設特別委員会と寮生との大衆団交を要求した。大学は五寮委員会と新寮建設特別委員会との交渉を要求したが、受け入れられなかったため、やむなく1月17日に学長が寮生と交渉をもつこととした。しかし、当日は一般学生とヘルメットや覆面を被った活動家学生との間で小競り合いが生じたことから第3新館305号教室に集まり講堂の交渉集会に参加しなかった。
その後も交渉が進展することはなく、斯波学長は2・1学長パンフと称される文書を公表した。2・1学長パンフは大衆団交を明確に否定しつつも、大学の従来の対応を反省し、紛争打開のための方向を示す文書であったが、活動家学生はこれを交渉拒否と捉え、紛争は過激さを増していくこととなった。2月4日には教務部長であった本庄五郎教授を第3新館305号教室に拉致して身柄を拘束し、2月10日には他大学学生の協力も得て大岡山キャンパス正門にバリケードを構築し、大学封鎖をするに至った 。学生らはこれを「大学自主管理」と称して、教官の入構を禁じた 。大岡山キャンパスが不法占拠されたため、附属工業高校の建物内で対応策を講じることとなった。なお、1969年3月3日、4日に行われた学部入学試験は大岡山キャンパスが使用できないため、代々木・原宿・池袋などの予備校等校舎を借用して実施された。
4月になっても大学封鎖は依然として続いていたため、教官らは八王子のセミナーハウスや蔵前工業会館、喫茶店、自宅などに新入生を招き、各種のオリエンテーションを行った 。これは俗に「寺子屋教育」と呼称された。5月8日になり、一般学生を中心に講堂で学生大会が開催され、バリケードの排除が実施された。しかし、ヘルメットと角材で武装した全角闘争委員会の学生らが一般学生を攻撃し、30名以上の負傷者を出した。そして、再びバリケードが築かれた。
1969年7月10日朝、大岡山キャンパスに機動隊が導入され、バリケードと校舎を不法占拠していた学生らは排除された 。
紛争が落ち着いた1970年6月12日朝、裁判所執行吏立ち会いのもと、泊まり込んでいた学生と他大学学生を退去させた上で向岳寮が取り壊された 。

## 所在地
- 東京都目黒区大岡山2-12-1（〒152-8550）[38]

## アクセス
東急電鉄大岡山駅より徒歩1分。なお石川台地区は石川台駅、大岡山北地区の大部分および緑が丘地区は緑が丘駅が最寄となる。